# Kanton Arudy
Arudy is een voormalig kanton van het Franse departement Pyrénées-Atlantiques. Het kanton maakte deel uit van het arrondissement Oloron-Sainte-Marie. Het werd opgeheven bij decreet van 25 februari 2014, met uitwerking op 22 maart 2015. Alle gemeenten werden opgenomen in het nieuwe kanton Oloron-Sainte-Marie-2.

## Gemeenten
Het kanton Arudy omvatte de volgende gemeenten:
- Arudy (hoofdplaats)
- Bescat
- Buzy
- Castet
- Izeste
- Louvie-Juzon
- Lys
- Rébénacq
- Sainte-Colome
- Sévignacq-Meyracq